# Bauerschaft

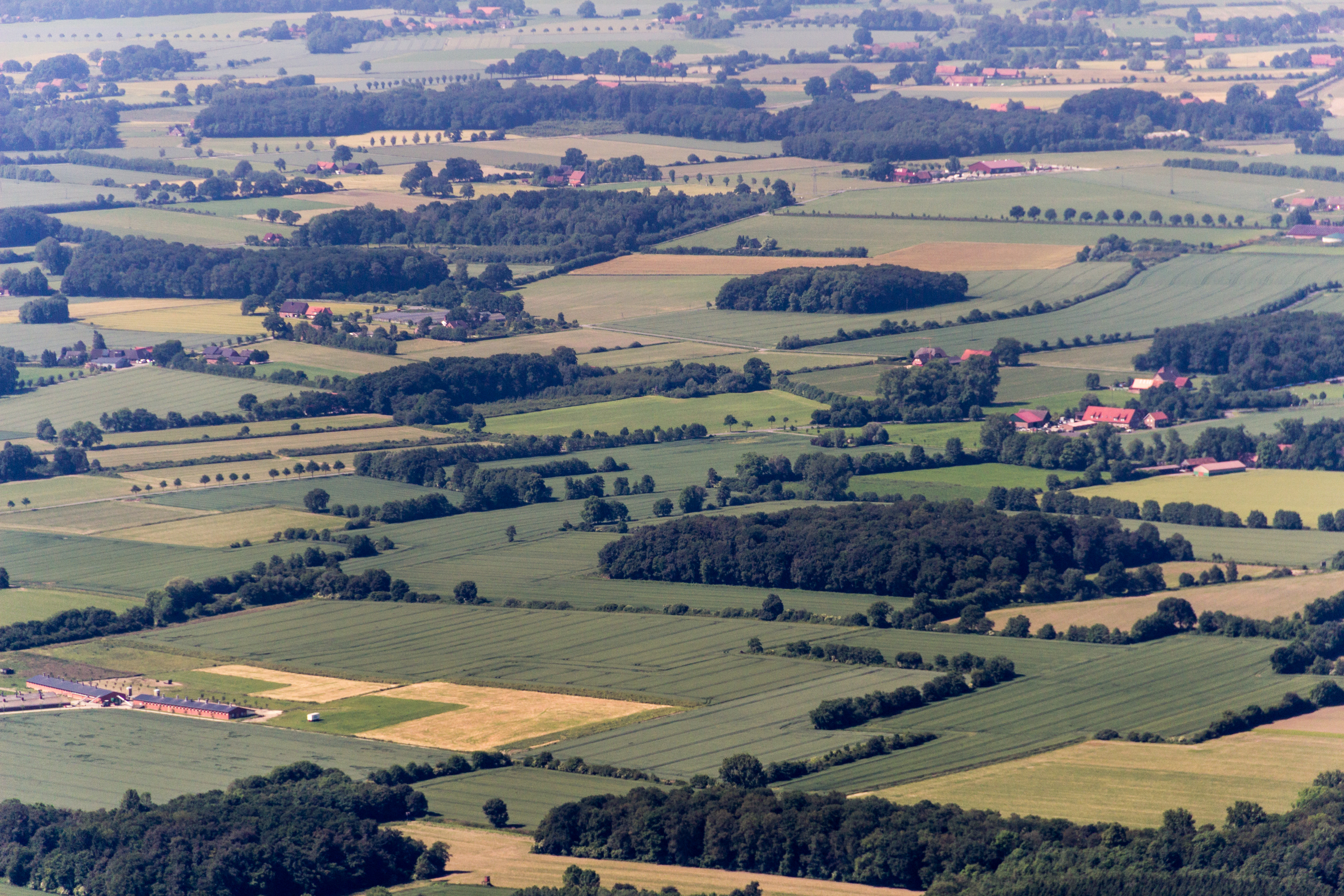
Bauerschaft Rödder im Dülmener Ortsteil Kirchspiel

Eine Bauerschaft (ndd. buerschap; nicht zu verwechseln mit dem in diesem Zusammenhang auch fälschlich verwendeten Begriff Bauernschaft) ist im niedersächsisch-westfälischen Sprachraum eine ländliche Siedlungsform, die sich aus verstreut liegenden Bauernhöfen zusammensetzt – im Gegensatz zu einem Weiler, bei dem die Höfe dichter beieinander liegen. Die Größe einer Bauerschaft reicht von 10 bis ca. 300 Häusern und Höfen. Gleichzeitig wird mit Bauerschaft eine bestimmte mittelalterliche Organisationsform bezeichnet – ähnlich den rheinischen Honnschaften, bäuerlichen Gilden oder Nachbarschaften teils auf lokaler, teils auf regionaler Ebene.

## Begriffsverwendung
Die Verwendung von Bauerschaft im Sinne einer Ansiedlung geht zurück auf die Bezeichnung Bauer-Schaft (ohne „n“): Das niederdeutsche burschap oder buerschap und die latinisierte Form burscapium sind abgeleitet von bur = Haus und bedeuteten im Mittelalter ursprünglich etwa „Höfeverband“ oder kleiner Siedlungskomplex. Es ist nicht möglich, die Siedlungsform einer Bauerschaft in den Ländern des deutschen Sprachraums einheitlich zu beschreiben. Vielmehr verstand sich diese als Siedlungsgemeinschaft einiger mehr oder weniger nahe beieinander gelegener Höfe.
Häufig waren diese Bauerschaften als Gesamtheit mehrerer kleiner Siedlungen im Rahmen des Lehnswesens einer Herrschaft – etwa einer Burg – zugehörig, und da historisch und regional Organisationsform und Siedlungsform miteinander verwoben sind, auch seine spezielle Art der Siedlung.
Die Bauerschaft kennzeichnete gleichfalls einen Rechtsbezirk und daher auch eine frühe Form der Selbstverwaltung. Die Versammlung der Bauern einer solchen burschap, das burgericht, bildete dabei das Rechtsorgan dieser Gemeinschaft. Das Bewusstsein der Zugehörigkeit zu einer Bauerschaft wurde nicht nur durch den eigenen gewählten Bauerrichter (auch Bauernrichter, niederdeutsch: Burrichter) geprägt, sondern auch durch die jeweilige Markenzugehörigkeit. Hinzu kamen die gemeinschaftlichen Feste, zum Beispiel das Vertrinken der vom Bauerrichter erhobenen Strafgelder (Brüchten) oder später manchmal Schützenfeste sowie die gemeinsame Verantwortlichkeit für Steuerzahlungen.

## Neuzeit

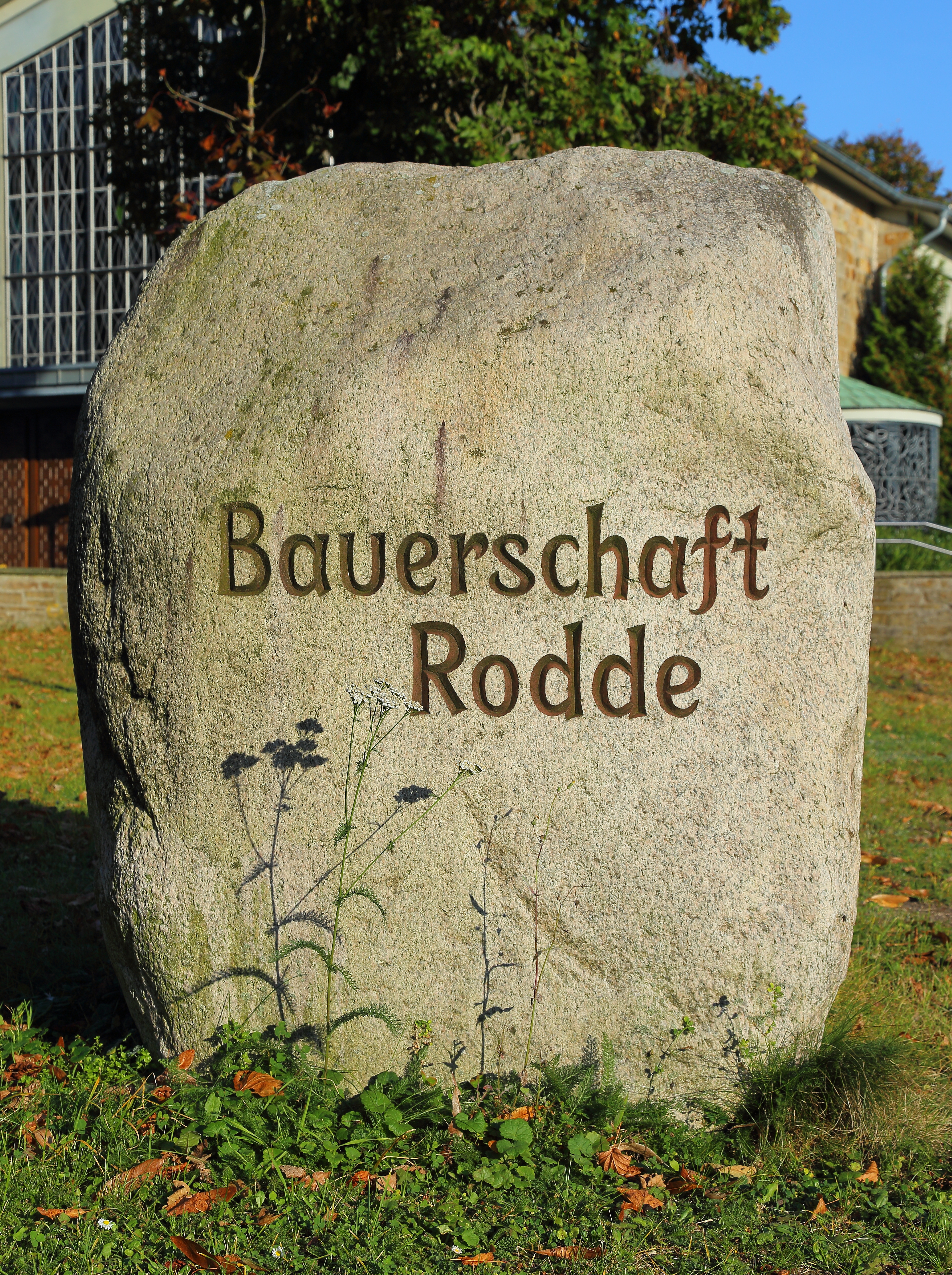
Gedenkstein für die Bauerschaft Rodde, heute ein Stadtteil von Rheine.

Bis zur Kommunalreform in den 1970er Jahren waren Bauerschaften in Nordrhein-Westfalen und Niedersachsen teilweise eigenständige Gemeinden. Gelegentlich waren die Bauerschaften eines Dorfes oder einer Stadt zu einer eigenen Gemeinde zusammengefasst, oft unter der Bezeichnung „Kirchspiel“, wie in Dülmen. Der große Teil der Bauerschaften war politisch nie selbständig, sondern immer Teil einer Gemeinde. Seit den Kommunalreformen (von 1968 bis 1978) gibt es keine Bauerschaften als eigenständige Gemeinden mehr.
Viele Bauerschaften haben ihren bäuerlichen Charakter verloren, zum einen durch die Ausweitung der Siedlungsflächen der Dörfer und Städte, zum anderen, weil viele Bauern keine Landwirtschaft mehr betreiben. Im Nordwestdeutschland werden die Namen der Bauerschaften in vielen Gemeinden nach wie vor offiziell verwendet (z. B. zur Adressangabe), in größeren Städten sind sie als Straßennamen erhalten (z. B. Rheine). 
In manchen Gegenden lässt sich der Umfang einer (ehemaligen) Bauerschaft nur an Lage und Namen der einzelnen Höfe und ihrer Ländereien sowie unter Berücksichtigung der Flurformen und Flurnamen im Urkataster genau erschließen.

## Wohnplatznamen mit-bauerschaft
Die preußischen Gemeindelexika der einzelnen Provinzen im Jahr 1895 dokumentieren mit ‑bauerschaft zusammengesetzte Wohnplatznamen.
- Provinz Westfalen:[2] Aabauerschaft im Kreis Coesfeld; Braubauerschaft im Landkreis Gelsenkirchen (1900 in Bismarck umbenannt und 1903 nach Gelsenkirchen eingemeindet, heute aber noch Straßenname dort); Dorfbauerschaft im Kreis Warendorf; Dorfbauerschaft (3-mal) im Landkreis Münster; Dorf-, Kreuz-, Nord- und Oberbauerschaft (3-mal), Osterbauerschaft (2-mal) und Westerbauerschaft im Kreis Lüdinghausen, als Oberbauerschaft bis 1973 eine eigenständige Gemeinde und noch heute ein Ortsteil und Kirchengemeinde; Dorfbauerschaft im Kreis Paderborn; Feld-, Kirch- und Westerbauerschaft im Kreis Steinfurt; Klosterbauerschaft im Kreis Herford.
- Provinz Hannover:[2] Obere, Mittlere und Untere Bauerschaft Rodewald im Kreis Neustadt am Rübenberge; Sandbauerschaft im Kreis Norden.
- Provinz Rheinland:[2] Unterbauerschaft im Kreis Rees; Bauerschaft Neviges im Kreis Elberfeld.[3]

## Die Bauerschaft am Beispiel Herrschaft Hardenberg
Ein Beispiel für eine Bauerschaft, deren Geschichte gut dokumentiert ist, ist die bis 1806 bestehende Herrschaft Hardenberg, da im Pfarrarchiv (Velbert-)Langenberg das Bauerschaftsbuch der Bauerschaft Obensiebeneick erhalten geblieben ist. Es ist von den Vorstehern der Bauerschaft, die dieses Amt auf Lebenszeit oder bis zu ihrem von ihnen gewünschten Rücktritt innehatten, von 1675 bis 1729 in gut lesbarer Schrift geführt worden.
Wichtige Aufgaben der Vorsteher waren die Einberufung des bauerhoffs, zu dem alle Hofbesitzer mindestens einmal im Jahr zusammengerufen wurden, die Vertretung der Interessen der Bauerschaft gegenüber dem Inhaber der Herrschaft und die Umlage der Steuern auf die einzelnen Höfe. Hierzu waren schwierige Rechnungen erforderlich, da es ganze, halbe, viertel (bis sechzehntel) Höfe gab. Die Gesamtheit der Hardenberger Bauerschaftsvorsteher verhandelte über alle Themen, welche die Bewohner der Bauerschaften berührten, mit den Inhabern der Herrschaft. Durch Zahlungen gelang es ihnen, sich von einigen Lasten zu befreien, so erreichten sie 1551 das freie Heiratsrecht (das heißt die Aufhebung der Pflicht, eine Heiratserlaubnis einzuholen), 1573 die Ablösung der Hand- und Spanndienste, 1615 die Einschränkung der Wachtdienste und anderes.
Neben den Vorstehern der Bauerschaften, die häufig, aber nicht zwangsläufig beim Hardenberger Landgericht als Schöffen fungierten, gab es noch die jährlich von allen in der Bauerschaft ansässigen Hofbesitzern gewählten Bauermeister. Ihre wichtigste Aufgabe scheint die Einsammlung der Steuerbeträge bei den Bauern und die Abrechnung der Steuer mit den Beauftragten der Herrschaft gewesen zu sein.
Die Bauerschaft ist in Hardenberg ein klar umgrenztes Gebiet mit ihren Bewohnern. Sie ist – ähnlich wie die Honnschaft – die unterste Verwaltungseinheit, die mit einigen Rechten ausgestattet war (das gilt auch für den westfälischen Bereich). Mehrere Bauerschaften bildeten ein Amt. Auch die Landgerichte und die Kirchspiele bauten auf den Bauerschaften auf. Die Bauerschaften (wie auch die Honnschaften) errichteten und unterhielten seit dem 17. Jahrhundert eigene Schulen, wenn der Weg zu den Kirchspielsschulen zu weit war.